# Coldingham
Coldingham ist eine Ortschaft im Nordosten der schottischen Council Area Scottish Borders beziehungsweise in der traditionellen Grafschaft Berwickshire. Sie liegt rund vier Kilometer nordwestlich von Eyemouth und 15 Kilometer nordöstlich von Duns. Coldingham liegt rund einen Kilometer entfernt von der Nordseeküste. An der dortigen Coldingham Bay findet sich der Hafenort St Abbs. Nordwestlich befindet sich das Coldingham Moor.

## Geschichte
Im Jahre 1097 schenkte der schottische König Edgar den Benediktinermönchen der Durham Abbey die Ländereien von Coldingham. Im Folgejahr errichteten sie dort eine Kirche, aus welcher die Coldingham Priory hervorging.
Coldingham war namensgebender Hauptort von Coldinghamshire, einem Distrikt der rund ein Achtel der Fläche von Berwickshire einnahm. Im Jahre 1638 wurde Coldingham in den Status eines Burgh of Barony versetzt. Alexander Home, 10. Earl of Home stiftete im Jahre 1815 das Marktkreuz von Coldingham.
Zwischen 1861 und 1891 sank die Einwohnerzahl von 655 auf 492 ab. Lebten 1961 noch 392 Personen in Coldingham, so wurden im Rahmen der Zensuserhebung 2011 bereits 563 Einwohner gezählt.

## Verkehr
Die über Eyemouth führende A6107 bildet die Hauptstraße von Coldingham. Wenige Kilometer südlich verläuft die A1, die London mit Edinburgh verbindet. In vergangenen Jahrhunderten war Coldingham eine Raststätte entlang der aus Edinburgh kommenden Küstenstraße.

## Persönlichkeiten
- Patrick Brydone (1736–1818), Reisender und Schriftsteller
- Jack Hamilton (* 2000), Fußballspieler